# معركة لحج (2015)
معركة لحج هي معارك اندلعت في محافظة لحج حيث سيطر الحوثيون والجيش المؤيد لعلي عبد الله صالح على المحافظة في 26 مارس 2015.
في 4 أغسطس 2015 استعادة القوات الموالية للرئيس اليمني عبد ربه منصور هادي السيطرة على قاعدة العند الجوية ومحافظة لحج.

## خلفية
في محافظة لحج، اندلع قتال عنيف بين الحوثيين والمقاتلين الموالين للرئيس هادي في 24 مارس. 
وفي صباح 25 مارس استولى الحوثيين على قاعدة العند الجوية، على بعد 60 كيلومترا من عدن. وقال الحوثيون أنهم قبضوا على وزير الدفاع محمود الصبيحي، في مديرية الحوطة. وبالإضافة إلى ذلك، سيطر اللواء 33 مدرع المتحالف مع الحوثي على مدينتي الحبيلين والملاح وبهذا سيطر الحوثيون على أهم مدن محافظة لحج.
وشن طيران التحالف العربي غارات جوية على مواقع الحوثيين في محافظة لحج في 26 مارس، واستهدفت قاعدة العند الجوية (60 كم شمال عدن)، وفر منها المسلحون الحوثيون.

## معارك وهجمات
في 27 مارس، قتل مابين 15 إلى 20 من الحوثيين في كمين في لحج. وبعد يومين، استهدف لغم أرضي تعزيزات حوثية وقتل في التفجير 25 من مقاتلي الحوثيين، أثناء توجههم إلى عدن لتعزيز قواتهم في معركة عدن.
في 6 أبريل، أصابت ضربات جوية لطيران التحالف معسكر للجيش وقاعدة العند الجوية، مما أسفر عن مقتل 10 من مسلحي الحوثي، بينما في 8 أبريل، قتل ثمانية من الحوثيين في كمين نصبه مقاتلون قبليون في منطقة كرش. وفي 11 أبريل، نصب مسلحون كمين لحوثيون كانوا متجهون نحو عدن وأسفر الكمين عن مقتل 18 من الحوثيون.
في 12 يونيو 2015 قتل وأصيب عدد من الحوثيين في غارتين لقوات التحالف العربي الذي تقوده السعودية، على ثكنة عسكرية للحوثيين في مدينة الحوطة عاصمة لحج جنوبي اليمن.
في 13 إبريل قال المقاتلين المناهضين للحوثيين أنهم تمكنوا من تدمير دبابة للحوثيين وقتل 15 منهم في مديرية الحوطة.

### يوليو
في 1 يوليو، تحدثت تقارير عن غارة جوية للتحالف أسفرت عن مقتل 13 من الحوثيين وحلفائهم.

### تقدم المقاومة
في 16 يوليو تقدمت المقاومة الشعبية التي سيطرت على أجزاء واسعة من عدن شمالاً وشنت هجوماً على قاعدتين عسكريتين، في محافظة لحج وأخرى في محافظة شبوة.
في 27 يوليو شنت طائرة حربية مجهولة غارة على مواقع تابعة للمقاومة الشعبية في محافظة لحج، وقال بيان منسوب لـ «المقاومة الشعبية» إن 12 شخصاً قتلوا وأصيب 50 آخرين، وتضاربت المعلومات بشأن هوية الطائرة التي نفذت الغارة،  حيث قالت بي بي سي أن نيران صديقة للتحالف قصفت بالخطأ مواقع تابعة للمقاومة الشعبية، وأشار بيان منسوب للمقاومة إلى توفر معلومات تفيد بإقلاع طائرة من قاعدة العند الجوية في محافظة لحج التي لا تزال تحت سيطرة الحوثيين.
في 29 يوليو شن التحالف سلسلسة غارات جوية على قاعدة العند الجوية بمحافظة لحج، وهي الجبهة الأكثر التهاباً في الحرب الأهلية اليمنية، وأستهدفت الغارات الفرق القتالية للحوثيين المنتشرة على طول القاعدة العسكرية الكبرى في اليمن الممتدة على طول اثني عشر كيلومتراً، وتمكن مقاتلو المقاومة الشعبية فجر الأربعاء من السيطرة على أسوار قاعدة العند وعدة تحصينات للحوثيين، وذلك بعد إزالة الألغام المزروعة في محيط القاعدة الجوية والعسكرية الأهم في اليمن.
في 3 أغسطس 2015 أعلنت القوات الموالية للرئيس اليمني عبد ربه منصور هادي، استعادة سيطرتها الكاملة على قاعدة العند الجوية، بعد حصارها لأسابيع، وبدأ الهجوم من منطقة جبلية غرب القاعدة، وسبق الهجوم نشر مئات من المقاتلين والعسكريين في محيط القاعدة تؤازرهم دبابات من نوع «إم1 أبرامز» ومصفحات وعربات عسكرية متطورة وفرتها قوات التحالف، وفق ما أعلنه قائد القوات اللواء فضل حسن،  وأضاف اللواء لرويترز إن عشرات من الحوثيين إما قتلوا أو أسروا خلال ساعات القتال بينما فر المئات مضيفاً أن قواته تمشط القاعدة التي تبلغ مساحتها 40 كيلومترا مربعا بحثا عن أي حوثيين.